# Jacques Massu
Jacques Massu (Châlons-sur-Marne, 5 mei 1908 - Conflans-sur-Loing, 26 oktober 2002) was een Franse generaal tijdens de Tweede Wereldoorlog, de Indochinese Oorlog, de Suezcrisis en de Algerijnse Oorlog.

## Biografie
Massu was de zoon van een officier en studeerde van 1928 tot 1930 in de jaargang 115 Marechal Foch aan de École Spéciale Militaire de Saint-Cyr. Hij koos voor een loopbaan in de koloniale infanterie en was gestationeerd in Frankrijk en in Afrika (Marokko, Togo en Tsjaad). In 1932 werd hij tot luitenant bevorderd en in juni 1939 tot kapitein.

### Tweede Wereldoorlog
Tijdens de Slag om Frankrijk was Massu gelegerd in Frans-Equatoriaal-Afrika. Op 18 juni 1940, toen de capitulatie van Frankrijk dreigde, riep Charles de Gaulle vanuit Londen op de strijd tegen Nazi-Duitsland voort te zetten. Massu was een van de eersten die zich bij de Vrije Fransen aansloot. Onder generaal Leclerc vocht hij tegen de Italiaanse troepen in de Libische regio Fezzan.
In september 1942 werd Massu bevorderd tot majoor en werd bataljonscommandant in Tsjaad. In april 1944 werd hij overgeplaatst naar de 2e pantserdivisie van Leclerc. Na de geallieerde invasie in Normandië werd Massu vanaf 1 augustus 1944 ingezet bij de gevechten in Normandië. Op 25 september 1944 werd hij bevorderd tot luitenant-kolonel. Na Normandië was Massu ingezet in Parijs en de Vogezen en na de gevechten rond Straatsburg, Saverne en Colmar trok zijn eenheid het zuidwesten van Duitsland binnen. Na de Duitse capitulatie kreeg Massu het bevel over een eenheid die tegen Japan zou worden ingezet.

### Indochinese Oorlog
In september 1945 werd Massu met de 2e pantserdivisie naar Frans-Indochina gestuurd en nam hij deel aan de bezetting van het gebied ten zuiden van de 16e breedtegraad. Na de voorlopige Frans-Vietnamese overeenkomst van 6 maart 1946 landde Massu met zijn eenheid in Haiphong. In dezelfde maand werd hij tot kolonel bevorderd. Tussen 1946 en 1949 was hij afwisselend in Frankrijk en Indochina gestationeerd. In Frankrijk zette hij een opleiding op voor parachutisten die in Indochina werden ingezet. In 1949 werd hij overgeplaatst naar Frans-West-Afrika.

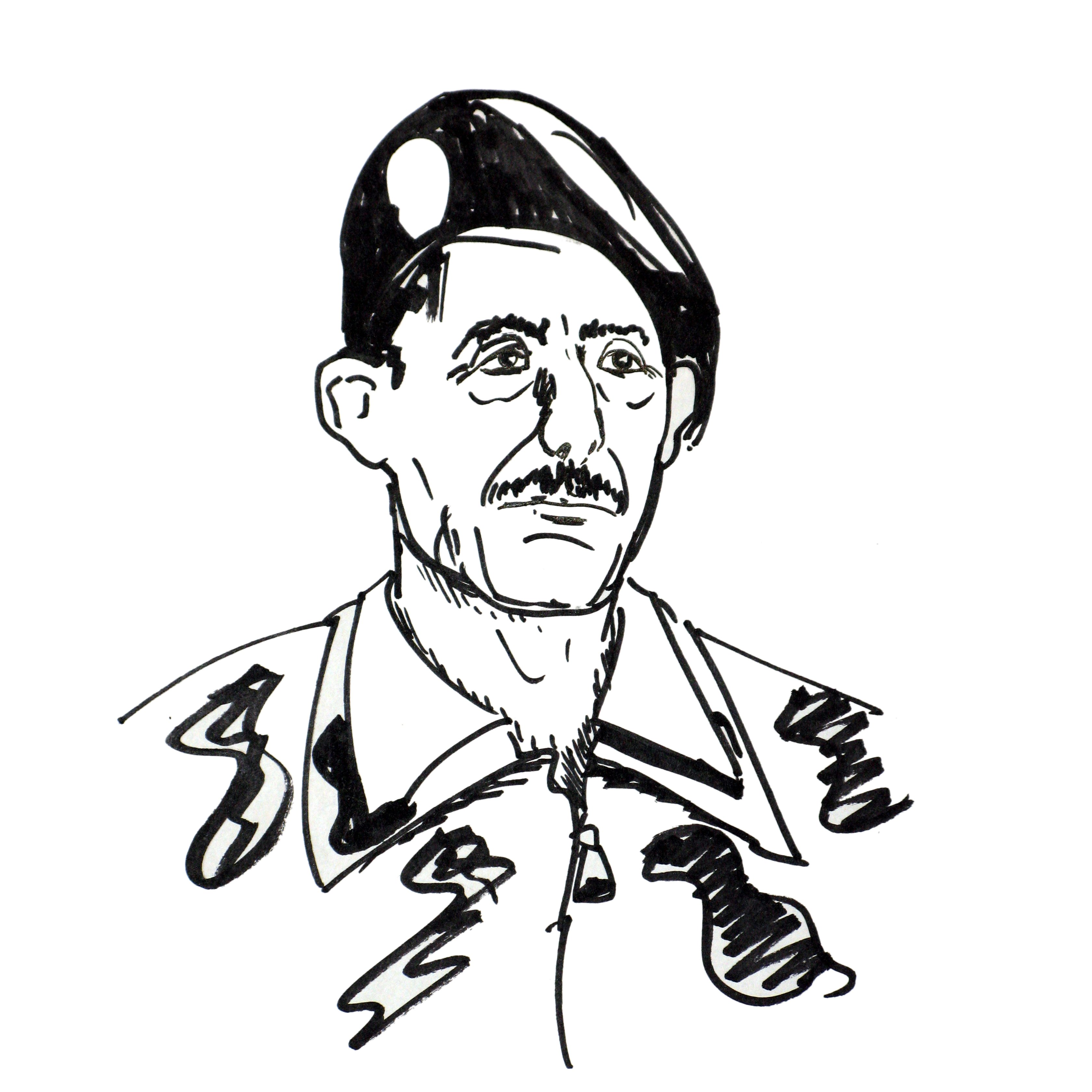
Schets, voorstellende Jacques Massu

### Suezcrisis
Na zijn tijd in Indochina was Massu opleidingsofficier in Parijs, brigadecommandant in Niamey en gebiedscommandant in een deel van Tunesië. In juni 1955 werd Massu bevorderd tot brigadegeneraal en in 1956 was hij tijdens de Suezcrisis met de 10e parachutistenbrigade betrokken bij de gevechten in Egypte: hij nam Port Said in en vocht samen met de Britten om Ismaïlia. Onder druk van de Verenigde Naties, de Verenigde Staten en de Sovjet-Unie werd na een week een wapenstilstand met Egypte gesloten, waarna de Britten en Fransen zich terugtrokken.

### Algerijnse Oorlog
In januari 1957 kreeg Massu in Algerije het bevel over de regio Algiers. Onder het commando van Massu lukte het de 10e parachutistenbrigade in september 1957 in de Slag om Algiers (Bataille d'Alger) de strijders van het FLN in de kasba van Algiers te verslaan. Bij de Franse bewoners van Algerije, de Pied-noirs, kreeg hij de eretitel Held van Algiers, maar de strijd zoals Massu die had gevoerd was nietsontziend. Door de Franse troepen werden mensenrechten op grote schaal geschonden met standrechtelijke executies en de systematische inzet van marteling. De martelingen werden begin 1958 voor het eerst bekend door de publicatie van het boek La Question van de communistische journalist Henri Alleg, die eveneens was opgepakt en gemarteld.
Massu nam op 13 mei 1958 deel aan de militaire coup en was korte tijd voorzitter van het comité de Salut Public, tot Charles de Gaulle een nieuwe Franse regering had gevormd. In juli 1958 werd Massu bevorderd tot brigadegeneraal en in december 1958 werd hij opperbevelhebber van de Franse troepen in Algerije. Daarnaast was hij regioprefect van Algerije.
Op 18 januari 1960 verscheen in de Süddeutsche Zeitung een interview met Massu van de Duitse journalist Hans Ulrich Kempski (net als Massu een parachutist). In dit interview trok Massu de vastberadenheid van De Gaulle inzake Algerije in twijfel en dreigde dat het leger zou ingrijpen. Massu werd na het verschijnen van dit interview onmiddellijk van zijn post in Algerije ontheven en naar Frankrijk overgeplaatst. Na de overplaatsing van de onder de Frans-Algerijnen populaire Massu braken in Algerije bloedige onlusten uit, waarbij 25 doden en 141 gewonden vielen. Massu werd een aantal dagen later door De Gaulle ontboden. Massu werd overgeplaatst naar Metz, waar hij militair gouverneur werd. In juli 1963 werd Massu bevorderd tot Général de corps d'armée.

### Duitsland
In maart 1966 werd Massu als Général d’armée, een vijfsterrenrang, opperbevelhebber van de Forces françaises en Allemagne, de Franse bezettingstroepen in Duitsland, met het hoofdkwartier in Baden-Baden. Tijdens de Parijse studentenrevolte van mei 1968 vloog De Gaulle in het geheim voor overleg met Massu naar Baden-Baden. Nadat Massu De Gaulle moed had ingesproken vloog De Gaulle terug naar Frankrijk, trok het initiatief weer naar zich toe en hield een televisietoespraak. De Gaulle schreef ook nieuwe parlementsverkiezingen uit die de gaullisten met een overweldigende meerderheid wonnen.

## Pensioen

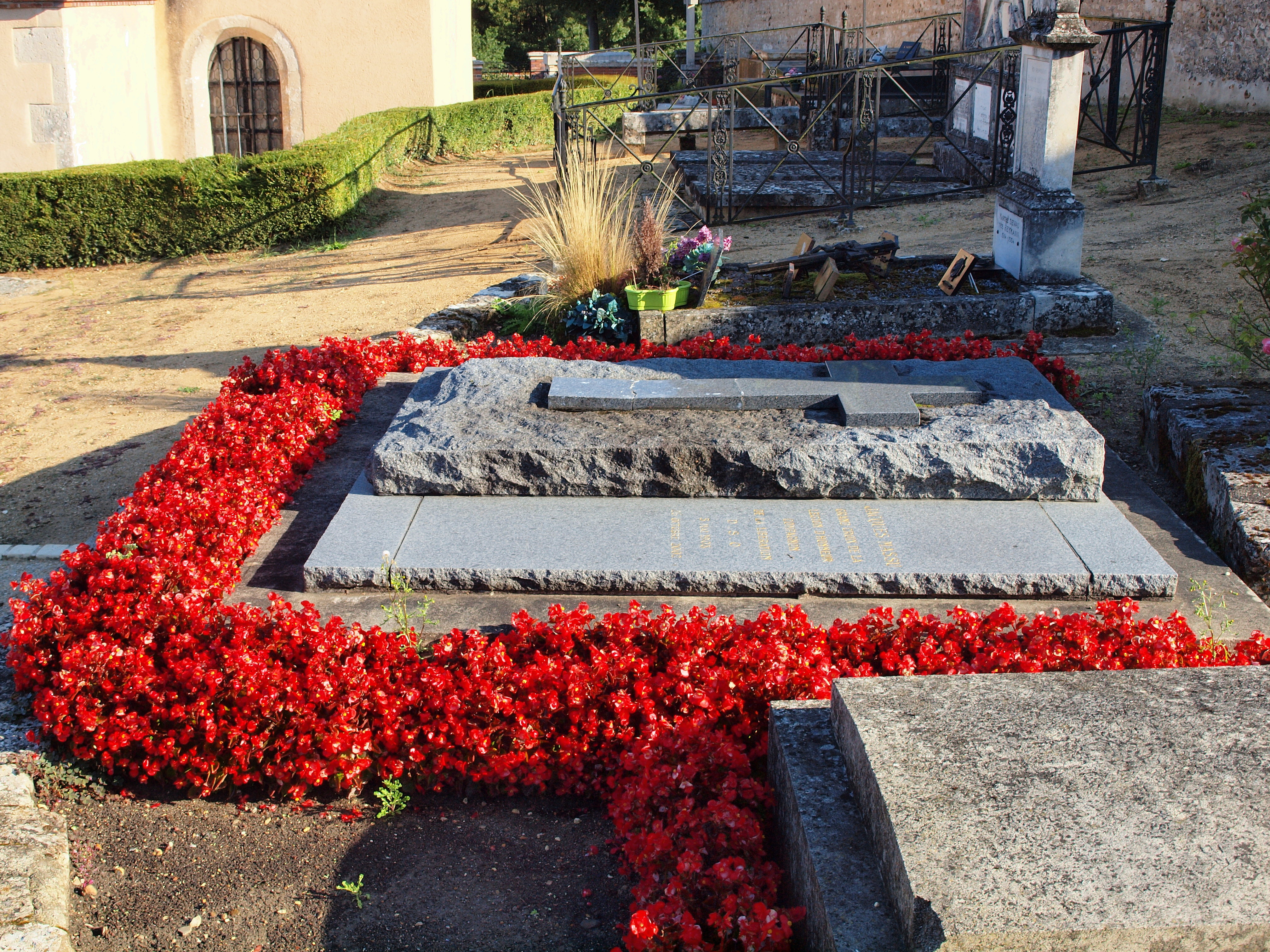
Het graf van generaal Massu.

Massu werd in juli 1969 gepensioneerd en leefde teruggetrokken in Conflans-sur-Loing. Hier schreef hij meerdere boeken over zijn belevenissen. In juni 2000 bevestigde Massu tegenover Le Monde de systematische inzet van martelingen in Algerije en gaf aan dit te betreuren. Op 26 oktober 2002 overleed Massu in zijn woonplaats op 94-jarige leeftijd.

## Decoraties
- Orde van de Bevrijding
- Grootkruis van het Legioen van Eer
- Croix de guerre
- Bundesverdienstkreuz
- Distinguished Service Order

## Publicaties
- Portrait du lieutenant Henri Leclerc de Hauteclocque, Ass. des anciens de la 2 DB, Parijs 1969
- La vraie Bataille d'Alger, Plon, Evreux 1971
- Sept ans avec Leclerc, Plon, Parijs 1974
- La Vérité sur Suez : 1956, Plon, Parijs 1978
- L'Aventure Viêt-minh, Plon, Parijs 1980
- Baden 68 : Souvenirs d'une fidélité gaulliste, Plon, Parijs 1983
- Massu, le soldat méconnu, Parijs 1993
- Avec de Gaulle, Editions du Rocher, Parijs 1998